# Bánokszentgyörgy
Bánokszentgyörgy là một thị trấn thuộc hạt Zala, Hungary. Thị trấn này có diện tích 32,54 km², dân số năm 2010 là 652 người, mật độ 20 người/km².